# 岡山県立岡山東支援学校
岡山県立岡山東支援学校（おかやまけんりつ おかやまひがししえんがっこう）は、岡山県岡山市東区に所在する特別支援学校。肢体不自由部門と知的障害部門を併置し、学部は小学部・中学部・高等部を設置している。

## 沿革
- 平成9年（1997年）1月1日 - 学校設置、森惇 校長発令[1]
- 平成9年（1997年）4月1日 - 開校
- 平成9年（1997年）4月1日 - 校歌制定
- 平成12年（2000年）3月 - 東養音頭制定
- 平成13年（2001年）6月 - 開校5周年記念式
- 平成14年（2002年）4月 - 第2代校長 黒瀬堅志 着任
- 平成16年（2004年）4月 - 第3代校長 淵本弘道 着任
- 平成18年（2006年）5月 - 創立10周年記念式典挙行
- 平成20年（2008年）4月 - 第4代校長 阿部眞守 着任
- 平成22年（2010年）4月 - 校名を岡山東支援学校に変更
- 平成24年（2012年）4月 - 第5代校長 福田由理子 着任
- 平成25年（2013年）3月 - プレハブ校舎（B高棟）完成
- 平成27年（2015年）4月 - 第6代校長 黒山靖弘 着任
- 平成28年（2016年）12月 - 創立20周年記念式典 挙行
- 平成30年（2018年）4月 - 第7代校長 藤井真理子 着任
- 平成31年（2019年）4月 - 中学部・高等部 基準服導入
- 令和2年（2020年）4月 - 基準体操服導入

## 生徒数
2025年度
- 生徒数 246名
- 教職員 180名

## 通学区域
肢体不自由部門
- 岡山市（笹ヶ瀬川以東の中学校区）
  - 岡山中央・岡北・京山・石井・桑田・岡輝・福浜・福南・芳泉・東山・操山・操南・富山・御南・芳田・光南台・竜操・高島・旭東・西大寺・上南・山南・香和・上道・瀬戸中学校区
- 備前市
- 瀬戸内市
- 赤磐市
- 和気町

知的障害部門
- 岡山市部（旭川以東の中学校区）
  - 東山・操山・操南・富山・竜操・高島・旭東・上南および岡北中学校区の一部（牧石小学校の旧牧山分校区）[3]
- 旭川学園入所者

## 通学方法
通学には、公共交通機関、保護者による送迎、またはスクールバスを利用する方法がある。スクールバスは5つのコースで運行されている。なお、知的障害部門の高等部においては、原則として自力通学を基本としている。

## 学校間交流
- 岡山市立古都小学校
- 岡山市立竜之口小学校
- 岡山市立旭東中学校
- 岡山県立東岡山工業高等学校[3]

## 所在地
〒703-8216　岡山県岡山市東区宍甘1018

## 周辺施設
- 岡山県立岡山聾学校

## アクセス
- JR東岡山駅から北へ約800ｍ